# 超越 (游戏)
《超越》是一款由世嘉公司制作和发行的3D竞速游戏。本游戏最初于1986年在街机上发行。 它以其開創性的硬體和圖形、非線性遊戲、可選擇的配樂，以及由川口博史創作的音樂以及豪華運動模擬街機而聞名。 目標是避開交通並到達五個目的地之一。 后移植至多个平台，游戏非常受欢迎。1987年获得年度金摇杆奖。
該遊戲是由铃木裕設計的，他前往歐洲為遊戲的背景獲取靈感。 鈴木有一個小團隊，因為只有十個月的時間來編寫遊戲，所以大部分工作都是他自己完成的。 該遊戲在商業上取得了巨大的成功，成為1987年日本和美國收入最高的街機遊戲，以及世嘉1980年代最成功的街機。 它被移植到許多遊戲機和電腦上，成為當時最暢銷的遊戲之一，並產生了許多續集。 《超越》被認為是最有影響力的賽車遊戲之一，對許多後來的電子遊戲產生了影響，在街機電子遊戲行業的復甦中發揮了作用，並為流行音樂類型提供了新的名稱。
本遊戲及其系列的中文譯名未有正式統一，台灣早年電玩雜誌曾有段時間用《瘋狂賽車》之名作為稱呼，而後軟體世界則以《高速賽車》發行過電腦版本，但玩家間仍常用英文原名稱呼本遊戲居多。